# Isaac Brigg
Gouverneur de la Louisiane nommé en 1803 par les États-Unis jusqu'à son départ pour Washington (district de Columbia) le 18 novembre 1806, Isaac Brigg avait commencé par interdire la traite négrière, qui sera plus largement interdite sur tout le territoire américain en 1806. 
Selon lui, d'après une déposition de 1810 effectuée à Washington, le précédent gouverneur du Territoire de Louisiane, William C. C. Claiborne, était prêt à marcher sur la ville en compagnie de Daniel Clark et d'une armée américaine commandée par James Wilkinson et contre la somme de 100 000 dollars.

## Sources
- Déposition de 1810 effectuée à Washington
- Memoirs of My Own Times, par James Wilkinson